# Terrebonne (Québec)
Terrebonne ist eine Stadt im Südwesten der kanadischen Provinz Québec. Sie liegt in der Verwaltungsregion Lanaudière, rund 20 km nördlich des Stadtzentrums von Montreal. Terrebonne ist Verwaltungssitz der regionalen Grafschaftsgemeinde (municipalité régionale du comté) Les Moulins, hat eine Fläche von 154,12 km² und zählt 111.575 Einwohner (Stand: 2016). Die heutige Stadt entstand 2001 durch die Fusion von drei Gemeinden.

## Geographie
Terrebonne liegt am Nordufer des Rivière des Mille Îles entlang, einem Mündungsarm des Ottawa. Die Stadt besteht aus drei deutlich voneinander getrennten Siedlungen. In der Mitte des lang gestreckten Stadtgebiets, nahe der Mündung des Rivière Mascouche, befindet sich die Hauptsiedlung Terrebonne. Fast 15 km nordwestlich davon liegt La Plaine, etwa 10 km östlich Lachenaie (gegenüber der Mündung des Rivière des Prairies). Im Rivière des Mille Îles liegen mehrere Inseln, darunter Île Saint-Jean, Île aux Vaches, Île Saint-Pierre und Île des Moulins; mit Ausnahme der Île Saint-Jean sind sie weitgehend unbewohnt. Das Gelände ist weitgehend flach und zum Teil bewaldet.
Nachbargemeinden sind Saint-Lin–Laurentides und Saint-Roch-de-l’Achigan im Norden, Mascouche im Nordosten, Repentigny und Charlemagne im Osten, Montreal im Südwesten, Laval im Süden, Bois-des-Filion und Lorraine im Südwesten, Blainville und Sainte-Anne-des-Plaines im Westen sowie Sainte-Sophie im Nordwesten.

## Geschichte
André Daulier-Deslandes, Generalsekretär der Französischen Westindienkompanie, erhielt 1673 die Seigneurie Terrebonne zugesprochen. Der Name bedeutet übersetzt „gute Erde“ und weist auf die Fruchtbarkeit des Bodens hin. Nachdem die Seigneurie 1681 an Louis Lecompte Dupré verkauft worden war, begann allmählich die Besiedlung. Die erste Mühle auf der Île des Moulins nahm 1710 den Betrieb auf, 1731 folgte die erste Kirche. Joseph Masson, der als erster frankokanadischer Millionär gilt, erwarb die Seigneurie 1832 und förderte ihre wirtschaftliche Entwicklung, wozu insbesondere der Bau der ersten Brücke im Jahr 1834 beitrug. Ein Jahr nach Aufhebung der Grundherrschaft wurde 1855 die Gemeinde Terrebonne gegründet, die bereits 1860 den Stadtstatus erhielt. 1922 zerstörte ein Großbrand einen Teil der Innenstadt. Ab den 1950er Jahren entwickelte sich Terrebonne zu einem bedeutenden Vorort von Montreal.
Charles Aubert de La Chesnaye, der reichste Kaufmann Neufrankreichs, erwarb 1670 einen Teil der Seigneurie Repentigny. Zwei Jahre später entstand die nach ihm benannte Siedlung Lachenaie. Der Ortsname ist aber auch ein Hinweis auf die zahlreichen Eichenhaine (frz. chênaies). Die Gründung der Pfarrei erfolgte 1683. Während der Biberkriege gehörte der Ort zu den am heftigsten umkämpften und zählte beim Friedensschluss von 1701 weniger als die Hälfte der ursprünglichen Einwohner. Einige Bedeutung erlangte der Ort ab 1731 als Ausgangspunkt des Chemin du Roy. Ein Jahr nach Aufhebung der Grundherrschaft wurde 1855 die Gemeinde Saint-Charles-de-Lachenaie gegründet. Diese erhielt 1972 den Stadtstatus und benannte sich in Lachenaie um.
Die Siedlung La Plaine entstand um 1840 an der Kreuzung zweier Landstraßen. Aufgrund des anhaltenden Wachstums der Siedlung forderten dessen Einwohner 1912 die Gründung einer selbständigen Gemeinde. Dies erfolgte zehn Jahre später durch Gebietsabtretungen der Gemeinden Saint-Lin, Mascouche und Sainte-Anne-des-Plaines. Die neue Gemeinde erhielt den Namen Saint-Joachim-de-La Plaine, 1969 benannte sie sich in La Plaine um.
Am 1. Januar 2001 fusionierten Lachenaie (damals 20.000 Einwohner) und La Plaine (17.000) mit Terrebonne (46.000). Die Stadt ist Mitglied des Zweckverbandes Communauté métropolitaine de Montréal.

## Bevölkerung
Gemäß der Volkszählung 2011 zählte Terrebonne 106.322 Einwohner, was einer Bevölkerungsdichte von 687,1 Einw./km² entspricht. 90,5 % der Bevölkerung gaben Französisch als Hauptsprache an, der Anteil des Englischen betrug 2,1 %. Als zweisprachig (Französisch und Englisch) bezeichneten sich 0,6 %, auf andere Sprachen und Mehrfachantworten entfielen 6,8 %. Ausschließlich Französisch sprachen 59,4 %. Im Jahr 2001 waren 93,5 % der Bevölkerung römisch-katholisch, 1,9 % protestantisch und 3,9 % konfessionslos.

## Verkehr
Zwei wichtige Verkehrsachsen durch Terrebonne sind die Autoroute 25 und die Route 125. Beide verbinden Montreal mit den nördlich gelegenen Laurentinischen Bergen. Am nördlichen Stadtrand von Terrebonne kreuzt die Autoroute 640. Diese Autobahn verbindet die Städte am Rivière de Mille Îles miteinander und trifft östlich von Lachenaie auf die Autoroute 40. Durch Terrebonne verläuft die Bahnlinie Laval–Trois-Rivières, auf der jedoch nur Güterverkehr abgewickelt wird. 2014 ging eine exo-Vorortslinie von Montreal nach Mascouche in Betrieb gehen, mit einem Bahnhof in Lachenaie. Mehrere Buslinien derselben Gesellschaft verbinden Terrebonne mit umliegenden Gemeinden sowie mit Laval und Montreal.

## Partnerstadt
Seit 1983 besteht eine Städtepartnerschaft mit Vitré in Frankreich.

## Bildung
Die Université de Montréal hat einen kleinen Campus in der Nähe des Pierre-Le-Gardeur-Krankenhauses im Stadtteil Lachenaie der Stadt Terrebonne. Es gibt auch einige Kurse, die von der Université du Québec à Montréal (UQÀM) im Sektor Terrebonne angeboten werden, sowie vom Centre universitaire de Lanaudière à Terrebonne, das mit der Université du Québec à Trois-Rivières (UQTR) im Cégep régional de . angegliedert ist Lanaudière in Terrebonne.

## Persönlichkeiten
- Marie Anne Blondin (1809–1890), seliggesprochene Gründerin der Kongregation der Schwestern von der heiligen Anna
- Thomas Nicholson Gibbs (1821–1883), Politiker
- Louis-François-Rodrigue Masson (1833–1903), Politiker
- Louis-Olivier Taillon (1840–1923), Politiker
- Alphonse Desjardins (1841–1912), Politiker und Unternehmer
- Palmièri (1871–1950), Schauspieler
- Jean-François Jacques (* 1985), Eishockeyspieler
- Kimberly Hyacinthe (* 1989), Sprinterin

## Bilder

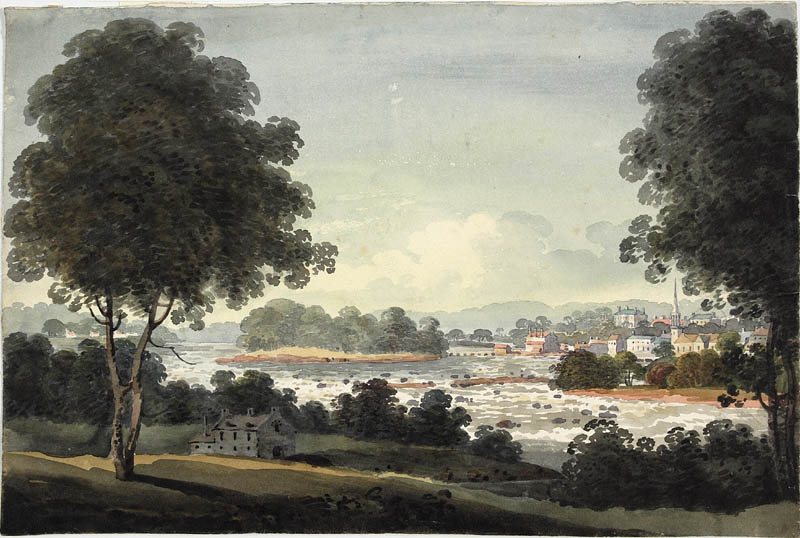
Darstellung von 1810
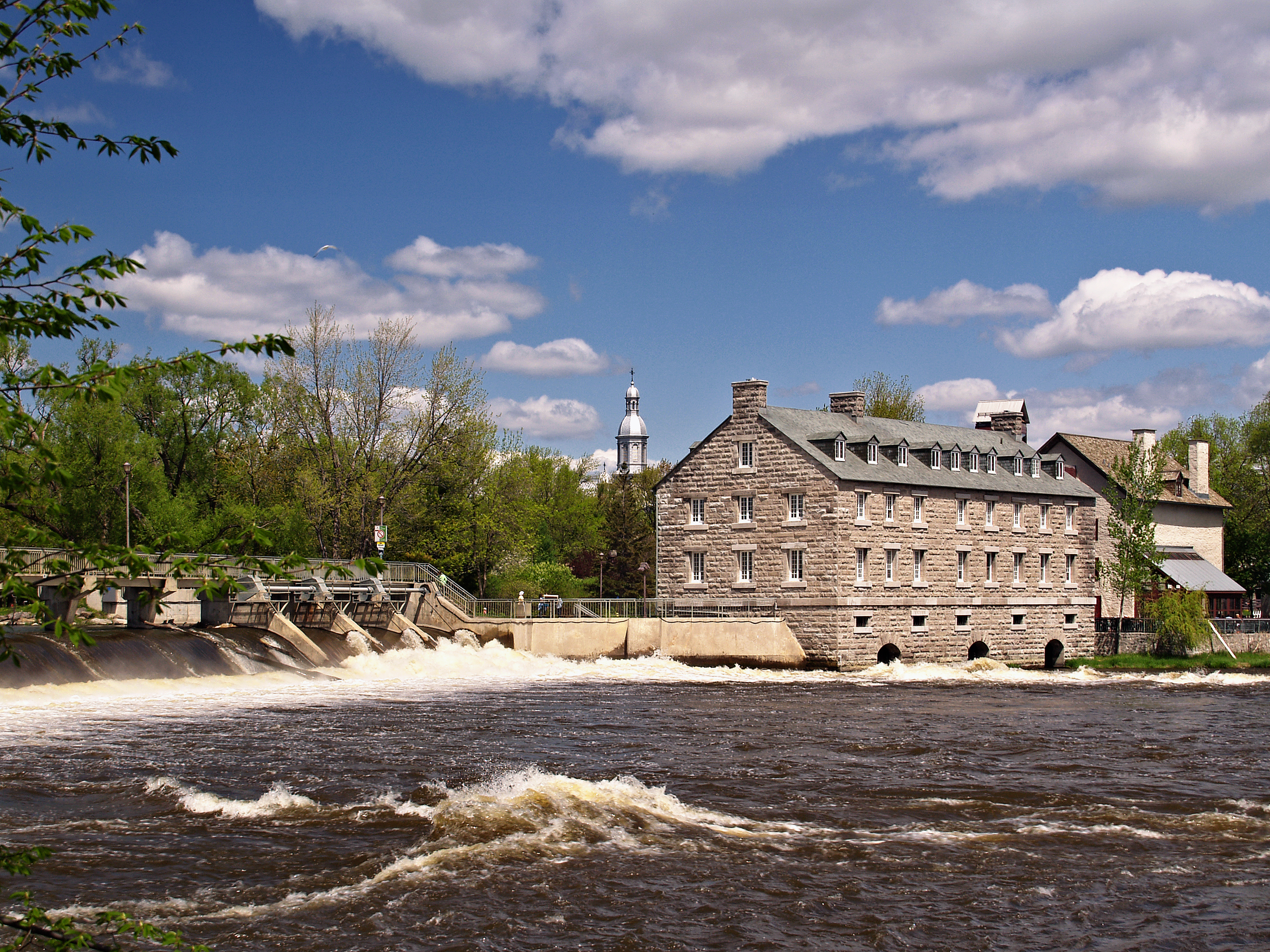
Neue Mühle
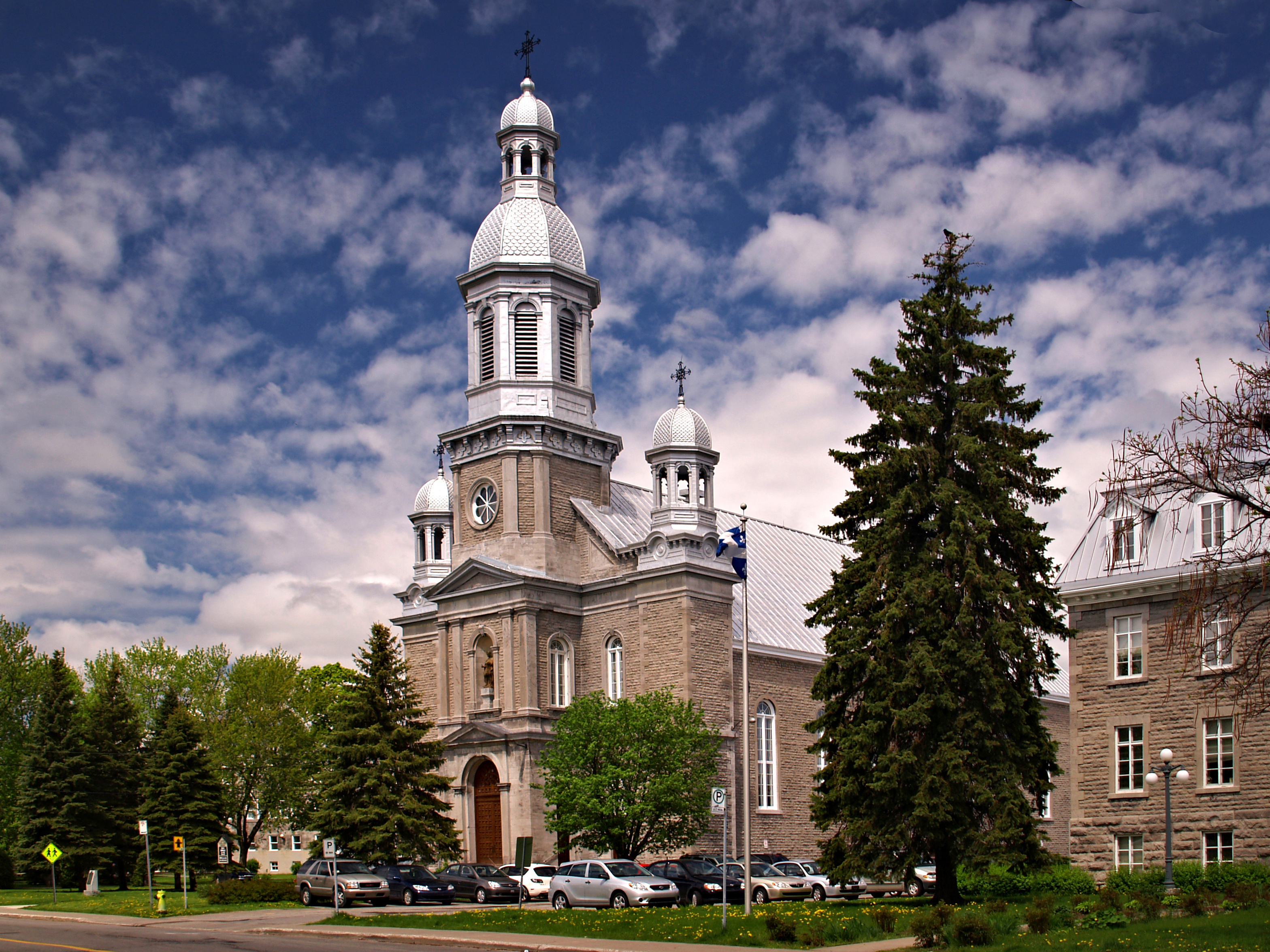
Kirche Saint-Louis-de-France
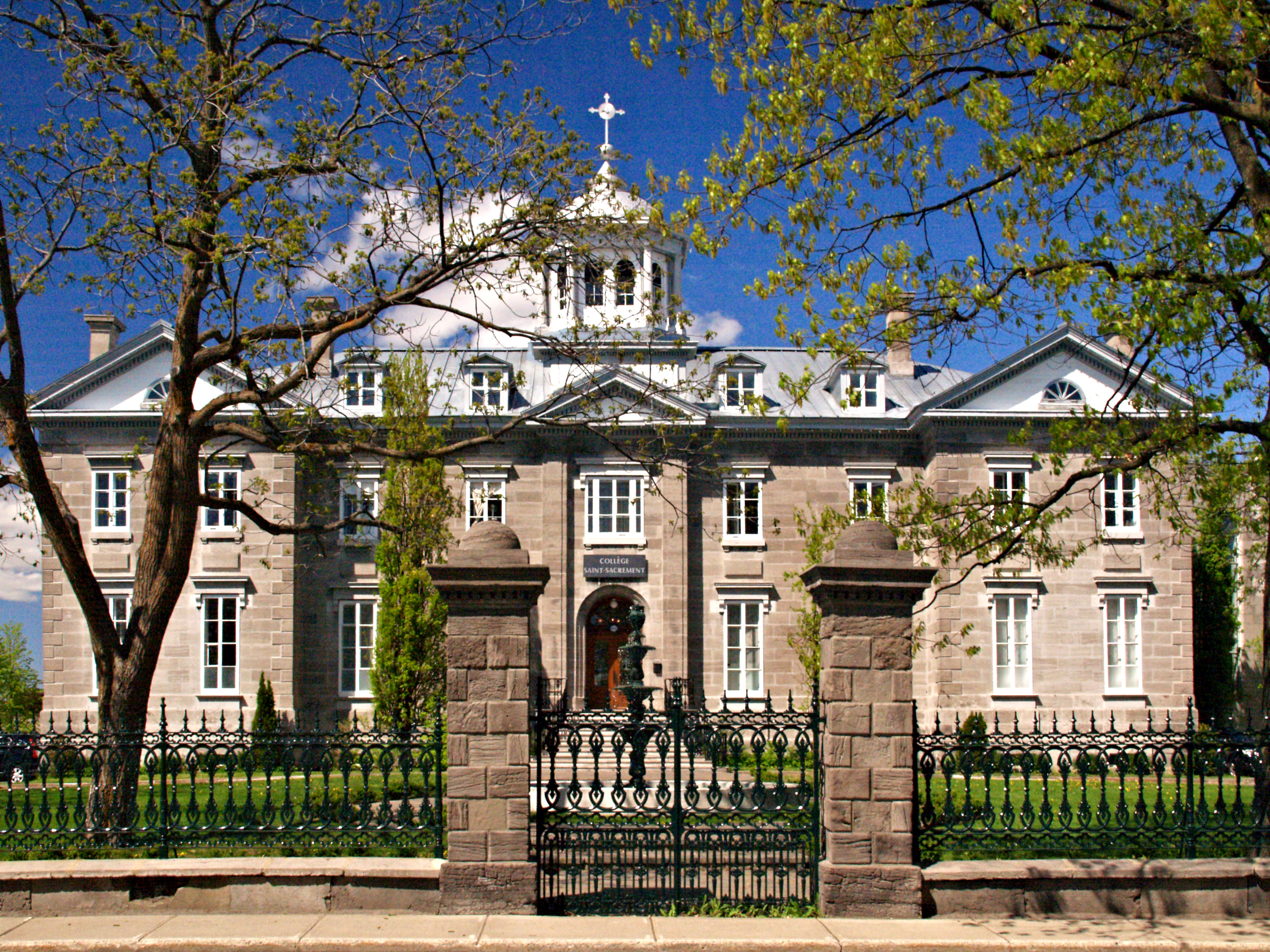
Collège Saint-Sacrement
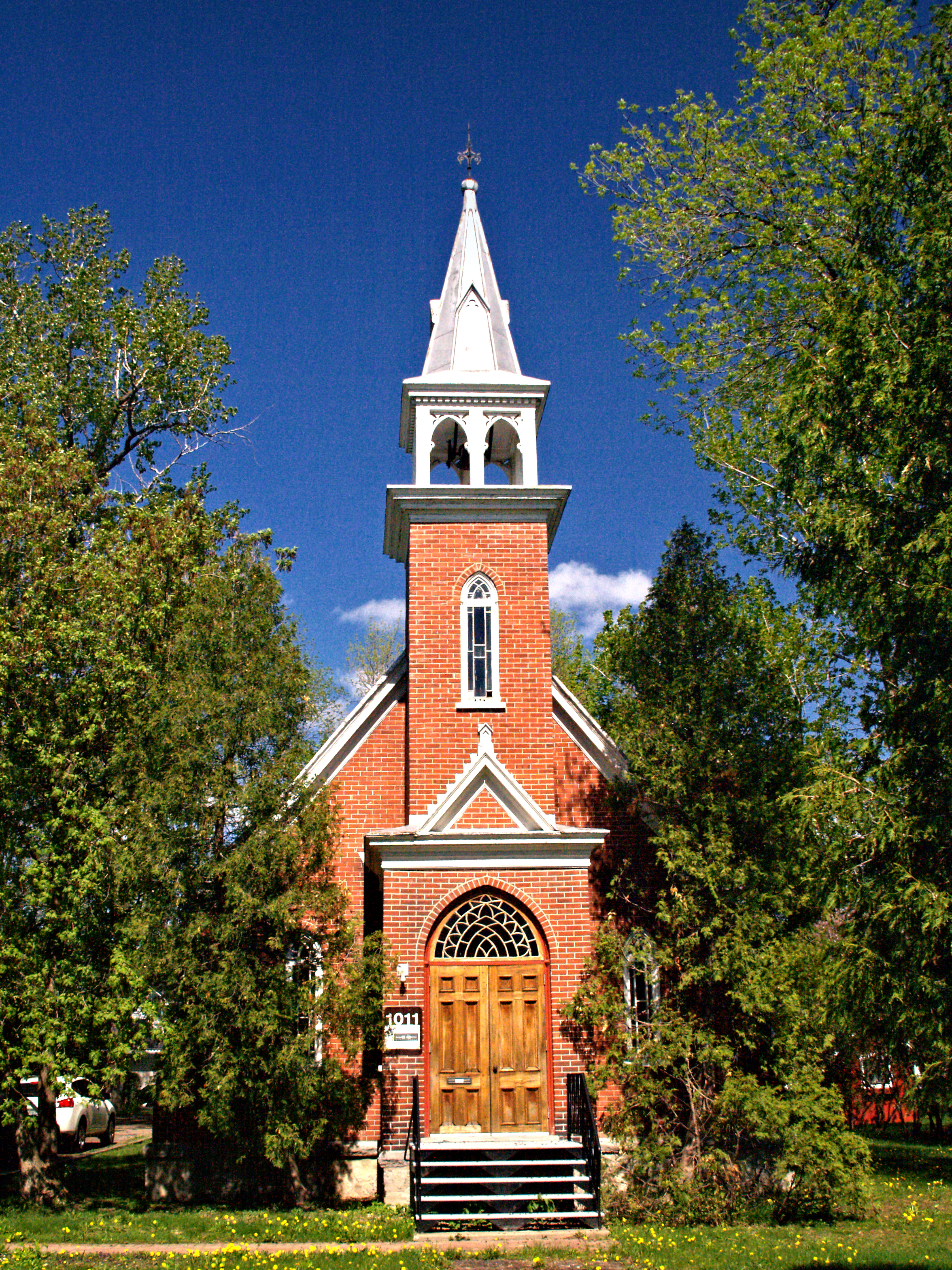
Ehemalige anglikanische Kirche St. Michael